# Gniebing-Weißenbach
Gniebing-Weißenbach là một đô thị thuộc huyện Feldbach trong bang Steiermark, nước Áo. Đô thị Gniebing-Weißenbach có diện tích 15,36 km², dân số cuối năm 2005 là 288 người.